# 땡볕 (영화)
"땡볕"은 한국에서 제작된 하명중 감독의 1985년 드라마 영화이다. 조용원 등이 주연으로 출연하였고 박종찬 등이 제작에 참여하였다. 제35회 베를린 국제 영화제에 출품되었다.

## 출연

### 주연
- 조용원

### 조연
- 하명중
- 이혜영
- 주상호

## 기타
- 원작자: 김유정
- 조명: 강광호
- 음향: 김경일
- 미술: 김영훈
- 미술: 조현주